# Карасу (приток Увельки)
Карасу — река в России, протекает в Челябинской области. Устье реки находится в 166 км по левому берегу реки Увелька. Длина реки составляет 23 км. 

## Данные водного реестра
По данным государственного водного реестра России относится к Иртышскому бассейновому округу, водохозяйственный участок реки — Увелька, речной подбассейн реки — Тобол. Речной бассейн реки — Иртыш.